# Het gevecht met de engel
Het gevecht met de engel is een psychologische streekroman van Herman Teirlinck,  die voor het eerst verscheen 1952 bij Manteau (in twee delen). Het werk wordt algemeen als zijn magnum opus beschouwd. Het is een roman vol vitalisme, die zich situeert in Onze-Lieve-Vrouw-Welriekende, een gehucht tussen Overijse, Waterloo en Jezus-Eik, midden in het Zoniënwoud. Het strijdperk tussen kerk en wereld wordt afgebeeld met bosbewoners die volgens de wetten van de natuur trachten te leven, los van enige wetteijke orde, maar toch hun graantje trachten mee te pikken van de gevestigde orde.  

## Inhoud

### Deel een

#### Aanhef van welriekende 1343-1862
In 1343 trekken een aantal geestelijken zich terug in de buurt van Groenendaal om er te bidden in stilte en eenzaamheid. Sinds de dood van Jan van Ruysbroeck gebeuren er tal van wonderen die telkens aangename rozengeur verspreiden: het beeldje van Maria, dat hangt aan een eik in het Zoniënbos Onze-Lieve-Vrouwe-Welriekende wordt een bedevaartsoord.
Door plunderingen worden de bossen aan de kant van Hoeilaart zo sterk vernield dat de kapel op de bosrand komt te staan.
- Grote open vlakten gaan toebehoren aan de rijke grondeigenaars van Hoeilaart, de vrijheren van Maleizen, die op het Hof van Hongarije wonen. De heren van Maleizen staan pachtgronden af aan families die zich daar willen vestigen.
- In 1798 koopt de Halse notaris Caloen een uitgebreid gebied dat de naam Zwart Goed draagt. Op dit terrein wordt de Burcht van de Caloens gebouwd; de Burcht wordt door een brede dreef met de Kapel van Onze Lieve Vrouw verbonden. Aan de andere "holbewoners" wordt de gelegenheid geboden zich op het Zwart Goed te vestigen; alleen de Jeroens, een gespierd Spaans type met olijvenhuid, weigert.

Daarmee zijn verdere uitgangspunten gegeven voor de dramatische situaties die zich in het begin van de twintigste eeuw gaan ontwikkelen.

#### O.L.V. eeuwfeest 1919
De Jeroens trachten hun eigen woudleven te handhaven, maar stilaan worden sommigen naar de Burcht getrokken en als het ware ingekapseld in de beschaving. Dit alles tegen het decor van het Zoniënwoud. Zij leven op hun instinct, dat tegen alle conventie, wet en regelmaat in gaat. De hoogste wet achten zij hun eigen natuur, hun "noodlot". Die natuur gaat niet zelden gepaard met kracht en moed, maar ook met drift, geweld, verkrachting, zelfverminking en moord.
Klaus en Mak Jeroen staan aan het hoofd van het geslacht. De burchtvrouw - mevrouw de barones Caloen ter Oigne, vrijvrouw van Maleizen - heeft een hekel aan de Jeroens en beledigt hen regelmatig.
In de feestpreek van de pastoor (Iffratje) waarschuwt hij de parochianen van Welriekende voor het gevecht met de engel, en niet toe te geven aan de macht van het geld

#### De drie Jeroens 1920-1922
Achiel krijgt ruzie met zijn vader Klaus Jeroen en verlaat het huishouden. Dit hoofdstuk gaat over de drie overblijvende zonen: Bruin, Balten,Lieven
Klaus Jeroen en zijn familie (de Olijven van Rode) verhuizen van Rode naar de domeinen van de Welriekende, op vraag van Gomaar III die vijvers wil laten aanleggen op zijn kasteeldomein (om forellen in te kweken).
Na de dood van zijn vrouw, besluit Mak  een nieuwe dienstmeid in dienst te nemen, Annelies, een vrijgevochten vrouw die haar eigen leven leidt.Als de broers Lieven en Balten hun broer Bruin betrappen tijdens een vrijpartij met Annelies,wordt Bruin neergestoken door Balten, die vervolgens zelfmoord pleegt. De mentaal zieke Lieven speelt een bijrol.
Annelies blijkt zwanger te zijn van een onbekende vader. De pastoor wil dat ze trouwt met Mak (hij heeft immers laten uitschijnen dat het kind van hem is, om zijn zoon Bruin te beschermen). Na de geboorte van haar dochter Pia, vertrekt Annelies echter naar Brussel.

#### Brozens bedelaarsgebed 1897-1922
Ambroos Jeroen studeert voor landbouwkundig ingenieur en leert Veerle kennen. Dan breekt de WO I uit, waar hij vrijwillig naar toe gaat ; hij wordt dood gewaand, maar verschijnt toch terug na de oorlog.Hij mist een arm. Veerle - die ondertussen op de burcht werkt - trouwt enkele tijd later met hem.  
De barones misbruikt Veerle in een soort van SM-scène; Brozen is daar getuige van, en wreekt zich op de barones door haar neer te schieten met een ‘verdwaalde’ kogel tijdens een vossenjacht op 25 maart 1923 (O.L.V.-Blijde-Boodschap).

### Deel twee

#### Ida en Achiel 1920-1937
Terwijl een kleurloze schoolmeester (Valeer Verrept) om de hand van Ida vraagt, wordt verliefd op Achiel. Zij vraagt hem om te trouwen.Achiel blijft echter een brute man, die voortdurend voor problemen zorgt. Toch besluiten ze te trouwen.
Fientje bekent dat Achiel haar verscheidene keren heeft aangerand en dat ze zwanger is; In juni trouwt Fientje noodgedwongen met Achiel, en hun kindje Zoë wordt geboren in november. Fientje kan de opeenvolgende zwangerschappen niet aan, en wordt uiteindelijk door hem neergeslagen.
Na acht jaar komt Achiel vrij en gaat samen met zijn dochter  Zoë  in het achterhuis van de Karot wonen, terwijl Ida in het voorhuis woont. Bij een schermutseling waarbij Achiel zijn 14-jarige dochter Zoë lastigvalt, slaat zij hem neer met een strijkijzer, waaraan hij sterft.

#### Pia en Zoë 1923-1939
Het is de start van een gevecht om de macht tussen Burcht Ter Oigne en het Hof van Hongarije van de Maleizen.
Zoë is dan ruim drie jaar oud en Pia kan enkele maanden jonger zijn. Rafaël is bijna negentien en is nog steeds regelmatig neerslachtig, maar verder is het een goed en betrouwbaar jongmens.
Volgens het huwelijkscontract van de burchtheer en burchtvrouw is het vanwege jonkvrouwe van Maleizen ingebrachte huwelijksgoed zeer hoog geraamd en een dergelijk aandeel kan het domein niet meer verantwoorden, waardoor het op een faillisement afstevent.
Rafaël, die in onmin leeft met zijn vader - wil niet meer naar de Burcht komen totdat hij meerderjarig is verklaard.
Net voordat Rafaël zijn meerderjarigheid heeft bereikt neemt Gomeer III van Ter Oigne de ouderloze Pia als zijn pleegdochter aan. Pia is een felle meid die door geestelijken verder klaargestoomd wordt om toe te treden tot de adel.
Mak Jeroen wordt vermoord door de Witte van de Dulle en zijn broer Klaus volgt hem op in de waardigheid van woudmeester. Klaus heeft met beide kleindochters een hechte band.
Rafaël keert terug naar zijn vader op de burcht, hij verlooft zich met jonkvrouwe Gisèle, burggravin de Fauquemont-Ferguut, zoals zijn vader hem heeft aangeraden.
Net voor Gomeer III overlijdt, verneemt hij dat Rafaël zijn gegeven woord aan Gisèle heeft ingetrokken en wil trouwen met zijn halfzuster Pia.
Op 26 oktober 1939, komt Annelies naar de Burcht om haar kind op te eisen. Samen verdwijnen ze in het woud en onttrekken zich aan de macht van Ter Oigne.

#### De bruidsvlucht 1939-194…
Terwijl Zoë wakker wordt en door het woud stapt, steekt de verteller een lofrede af op het Zoniënwoud, Klaus, de overgebleven stamvader en de grote toekomst die Zoë wacht.
Een meer gedetailleerde beschrijving vindt men op Dbnl.

## Personages
Mijnheer Caloen, notaris van Halle (+1815), koopt het Zwart Goed, het domein van de Welriekende, en laat een aantal families hun intrek nemen op het domein.
Gomeer III, zijn oudste zoon, vierde heer van Welriekende, is raadsheer bij het Hof van Beroep te Brussel
- Rafael, zijn oudste zoon en vijfde baron ter Oigne.
- Abdon, zijn jongste zoon heeft het notariaat in Halle overgenomen.

Hoogvrouw van Maleizen, Douairière, Gaëtans moeder.
- Gaëtan van Maleizen, Vrijheer, een kinderloze weduwnaar die heerst over het hof van Hongarije.
  - Ots, zijn majordoom
- Jonkvrouw van Maleizen, de echtgenoot van Gomeer III

Roedi Schavaeys, boswachter 
Iffratje, de pastoor van O.L.V.-Welriekende
Terve, de burgemeester van OLV-Welriekende
Antoon Rozier, de koster van OLV-Welriekende, met twee dochters Ida en Fientje.
Mak Jeroen, bosmeester van Gomeer III, gehuwd met Odile Terve
- Ambroos, zijn zoon x Veerle Lampiers. Ambroos mist een farm na de 1°WO.
- Annelies, dienstmeid van Mak die bij hem gaat inwonen. Zij krijgt later een dochter (Pia) van een onbekende vader (vermoedelijk Bruin)

Klaus Jeroen, Maks broer, samen met Emke Viaene krijgen ze vier  zonen: Achiel, Lieven, Balten, Bruin.

## Thematiek
De christelijke god van de katholieke kerk komt in conflict met een vitalistisch godsbeeld van de bosbewoners.
De engel uit de titel verwijst waarschijnlijk naar het gevecht dat Jacob  voert met god in menselijke gedaante (Genesis 32). Het staat voor het (nood)lot waartegen ieder mens moet strijden. Het vergt een enorme inspanning, en verschaft desondanks zelden of nooit uitkomsten die onvoorwaardelijke en definitieve geldigheid bezitten;
Volgens Klaus is god een equivalent voor moed om verder te doen met je leven te leven.

## Stijl
De schrijfstijl kan tot de Vlaamse barok gerekend worden.
De gevoelswaarde van het Zoniënwoud en zijn bewoners wordt poëtisch uitgediept.
De roman heeft ook een expressionistisch karakter, doordat het onderbewustzijn een belangrijke rol speelt in het verhaal.

## Bewerkingen
- In 2000 werd de roman bewerkt voor toneel door Hilde Uitterlinden.[3]